# Hypoleria xenophis
Hypoleria xenophis är en fjärilsart som beskrevs av Richard Haensch 1909. Hypoleria xenophis ingår i släktet Hypoleria och familjen praktfjärilar. Inga underarter finns listade i Catalogue of Life.